# Вагенфельд
Вагенфельд (нім. Wagenfeld) — сільська громада в Німеччині, розташована в землі Нижня Саксонія. Входить до складу району Діпгольц.
Площа — 117,35 км2. Населення становить 7304 ос. (станом на 31 грудня 2021).